# Aleix García
Pour les articles homonymes, voir García.
Aleix García, de son nom de naissance Aleix García Serrano, né le 28 juin 1997 à Ulldecona, est un footballeur international espagnol qui évolue au poste de milieu de terrain au Bayer Leverkusen.

## Biographie

### Villarreal
Formé à Villarreal, il intègre l'équipe C puis la réserve le 26 avril 2014 contre Badalona pour un match la Segunda División B. Il joue son premier match avec l'équipe première en entrant en jeu à la 72ème minute le 23 mai 2015 lors d'une défaite 4-0 à Bilbao.

### Manchester City
Le 27 août 2015, il s'engage à Manchester Citypour 4 millions d'euros. García fait ses débuts en Youth League le 15 septembre 2015, titulaire 90 minutes lors d' une victoire 4-1 contre la Juventus. Evoluant d'abord avec la réserve il fait ses débuts en équipe A en étant titulaire face à Chelsea en FA Cup lors d'une défaite 5-1 à Stamford Bridge le 21 février 2016. Il effectue ensuite ses débuts en Premier League le 17 septembre 2016 face à Bournemouth. Il marque son premier but lors du 3ème tour d'EFL Cup le 21 septembre 2016 face à Swansea.  

### Girona
Le 1er août 2017, il est prêté au Girona FC pour une saison. Il joue son premier match contre Séville le 17 septembre 2017. Il est titulaire pour la première fois contre le Barça deux semaines plus tard pour son deuxième match. Il marque ensuite son premier but le 19 avril 2018 en ouvrant le score lors d'une victoire 2-1.

### Mouscron
Il s'engage en prêt pour une saison au club belge du Royal Excel Mouscron le 2 septembre 2019. Il marque son premier but pour son premier match avec Mouscron le 15 septembre 2019 lors d'une victoire 2-1 contre KV Courtrai où il est titulaire et joue toute la rencontre. Il est ensuite buteur lors de la semaine suivante face à Waasland Beveren. Le 28 septembre 2019 , il inscrit un doublé face à Zulte Waregem. 

### Dinamo Bucarest
À l'été 2020, García signe au Dinamo Bucarest pour une saison. Il ne joue que huit matchs et quitte le club lors du mercato hivernal.

### SD Eibar
Le 18 janvier 2021, García s'engage à la SD Eibar jusqu'à la fin de la saison avec une possibilité d'un renouvellement pour deux saisons de plus. 

### En sélection
Aleix García joue son premier match avec les moins de 17 ans espagnols le 10 septembre 2013 face à la Belgique. Lors de sa deuxième sélection face à l'Allemagne, il marque un but lors d' un match nul 1-1. Le 26 mars 2013 , il délivre une passe décisive face à la Russie. Il récidive ensuite 2 jours plus tard face au Pays de Galles.
García joue son premier match avec l'équipe d'Espagne espoir face à l'Estonie le 27 mars 2018.
Le 10 novembre 2023, il est appelé pour la première fois avec l'équipe d'Espagne.

## Statistiques
| Saison                | Club                        | Championnat           | Championnat | Championnat | Championnat | Coupe nationale | Coupe nationale | Coupe nationale | Coupe de la Ligue | Coupe de la Ligue | Coupe de la Ligue | Supercoupe | Supercoupe | Supercoupe | Compétition(s) continentale(s) | Compétition(s) continentale(s) | Compétition(s) continentale(s) | Compétition(s) continentale(s) | Total | Total | Total |
| Saison                | Club                        | Division              | M.          | B.          | P.d.        | M.              | B.              | P.d.            | M.                | B.                | P.d.              | M.         | B.         | P.d.       | Comp.                          | M.                             | B.                             | P.d.                           | M.    | B.    | P.d.  |
| 2013-2014             | Villarreal CF B             | Liga Adelante         | 3           | 0           | 0           | -               | -               | -               | -                 | -                 | -                 | -          | -          | -          | -                              | -                              | -                              | -                              | 3     | 0     | 0     |
| 2014-2015             | Villarreal B                | Liga Adelante         | 7           | 0           | 0           | -               | -               | -               | -                 | -                 | -                 | -          | -          | -          | -                              | -                              | -                              | -                              | 7     | 0     | 0     |
| Sous-total            | Sous-total                  | Sous-total            | 10          | 0           | 0           | -               | -               | -               | -                 | -                 | -                 | -          | -          | -          | -                              | -                              | -                              | -                              | 10    | 0     | 0     |
| 2014-2015             | Villarreal CF               | Liga                  | 1           | 0           | 0           | -               | -               | -               | -                 | -                 | -                 | -          | -          | -          | -                              | -                              | -                              | -                              | 1     | 0     | 0     |
| 2015-2016             | Manchester City             | Premier League        | -           | -           | -           | 1               | 0               | 0               | -                 | -                 | -                 | -          | -          | -          | C1                             | -                              | -                              | -                              | 1     | 0     | 0     |
| 2016-2017             | Manchester City             | Premier League        | 4           | 0           | 0           | 2               | 0               | 0               | 2                 | 1                 | 0                 | -          | -          | -          | C1                             | -                              | -                              | -                              | 8     | 1     | 0     |
| Sous-total            | Sous-total                  | Sous-total            | 4           | 0           | 0           | 3               | 0               | 0               | 2                 | 1                 | 0                 | -          | -          | -          | -                              | -                              | -                              | -                              | 9     | 1     | 0     |
| 2017-2018             | Girona FC (prêt)            | Liga                  | 20          | 1           | 0           | 1               | 0               | 0               | -                 | -                 | -                 | -          | -          | -          | -                              | -                              | -                              | -                              | 21    | 1     | 0     |
| 2018-2019             | Girona FC (prêt)            | Liga                  | 31          | 2           | 1           | 3               | 0               | 0               | -                 | -                 | -                 | -          | -          | -          | -                              | -                              | -                              | -                              | 34    | 2     | 1     |
| Sous-total            | Sous-total                  | Sous-total            | 51          | 3           | 1           | 4               | 0               | 0               | -                 | -                 | -                 | -          | -          | -          | -                              | -                              | -                              | -                              | 55    | 3     | 1     |
| 2019-2020             | Royal Excel Mouscron (prêt) | Jupiler Pro League    | 23          | 5           | 3           | 2               | 0               | 0               | -                 | -                 | -                 | -          | -          | -          | -                              | -                              | -                              | -                              | 25    | 5     | 3     |
| 2020-2021             | Dinamo Bucarest             | Liga 1                | 7           | 0           | 0           | 1               | 0               | 0               | -                 | -                 | -                 | -          | -          | -          | -                              | -                              | -                              | -                              | 8     | 0     | 0     |
| 2020-2021             | SD Eibar                    | Liga                  | 11          | 0           | 1           | 0               | 0               | 0               | -                 | -                 | -                 | -          | -          | -          | -                              | -                              | -                              | -                              | 11    | 0     | 1     |
| 2021-2022             | Girona FC                   | Liga Adelante         | 42          | 0           | 5           | 3               | 1               | 0               | -                 | -                 | -                 | -          | -          | -          | -                              | -                              | -                              | -                              | 45    | 1     | 5     |
| 2022-2023             | Girona FC                   | Liga                  | 30          | 1           | 5           | 2               | 0               | 0               | -                 | -                 | -                 | -          | -          | -          | -                              | -                              | -                              | -                              | 32    | 1     | 5     |
| 2023-2024             | Girona FC                   | Liga                  | 37          | 3           | 6           | 3               | 0               | 0               | -                 | -                 | -                 | -          | -          | -          | -                              | -                              | -                              | -                              | 40    | 3     | 6     |
| Sous-total            | Sous-total                  | Sous-total            | 109         | 4           | 12          | 8               | 1               | 1               | -                 | -                 | -                 | -          | -          | -          | -                              | -                              | -                              | -                              | 117   | 5     | 13    |
| 2024-2025             | Bayer Leverkusen            | Bundesliga            | 27          | 3           | 4           | 3               | 1               | 0               | -                 | -                 | -                 | 1          | 0          | 0          | C1                             | 10                             | 1                              | 0                              | 41    | 5     | 4     |
| 2025-2026             | Bayer Leverkusen            | Bundesliga            | 0           | 0           | 0           | 1               | 0               | 0               | -                 | -                 | -                 | -          | -          | -          | C1                             | 0                              | 0                              | 0                              | 1     | 0     | 0     |
| Sous-total            | Sous-total                  | Sous-total            | 27          | 3           | 4           | 4               | 1               | 0               | -                 | -                 | -                 | 1          | 0          | 0          | -                              | 10                             | 1                              | 0                              | 42    | 5     | 4     |
| Total sur la carrière | Total sur la carrière       | Total sur la carrière | 246         | 15          | 25          | 22              | 2               | 1               | 2                 | 1                 | 0                 | 1          | 0          | 0          | -                              | 10                             | 1                              | 0                              | 281   | 19    | 26    |

## En sélection nationale
| Saison                | Sélection             | Phases finales        | Phases finales | Phases finales | Phases finales | Éliminatoires | Éliminatoires | Éliminatoires | Ligue des Nations | Ligue des Nations | Ligue des Nations | Matchs amicaux | Matchs amicaux | Matchs amicaux | Total | Total | Total |
| Saison                | Sélection             | Compétition           | M              | B              | Pd             | M             | B             | Pd            | M                 | B                 | Pd                | M              | B              | Pd             | M     | B     | Pd    |
| --------------------- | --------------------- | --------------------- | -------------- | -------------- | -------------- | ------------- | ------------- | ------------- | ----------------- | ----------------- | ----------------- | -------------- | -------------- | -------------- | ----- | ----- | ----- |
| 2023-2024             | Espagne               | -                     | -              | -              | -              | 1             | 0             | 0             | -                 | -                 | -                 | 1              | 0              | 0              | 2     | 0     | 0     |
| 2024-2025             | Espagne               | -                     | -              | -              | -              | -             | -             | -             | 3                 | 0                 | 0                 | -              | -              | -              | 3     | 0     | 0     |
| Total sur la carrière | Total sur la carrière | Total sur la carrière | -              | -              | -              | 1             | 0             | 0             | 3                 | 0                 | 0                 | 1              | 0              | 0              | 5     | 0     | 0     |